# Can Clos (Pontós)
Can Clos és una masia de Pontós (Alt Empordà) protegida com a Bé Cultural d'Interès Local.

## Descripció
Casa aïllada situada als afores del poble al veïnat Mas Clos. És una masia que ha estat rehabilitada recentment. Destaca de la masia la coberta a dues aigües amb vessants de diferents mides. Les façanes laterals tenen uns contraforts com a mitjà de sustentació i de la façana principal, destaquen les finestres carreuades de grans dimensions del primer pis. Cal tenir en compte la finestra de la dreta, a sobre de la porta d'accés, per tenir uns petits pinacles a la part inferior a cada costat de l'intradós de la finestra.